# Stenomacrus atratus
Stenomacrus atratus är en stekelart som först beskrevs av Holmgren 1858.  Stenomacrus atratus ingår i släktet Stenomacrus och familjen brokparasitsteklar. Arten är reproducerande i Sverige. Inga underarter finns listade i Catalogue of Life.